# Курьер (шхуна, 1831)
«Курьер» — парусная шхуна Черноморского флота Российской империи.

## Описание судна
Парусная шхуна, одна из двух шхун одноименного типа. Длина судна составляла 22,9 метра, ширина — 6,4 метра. Вооружение шхуны состояло из двенадцати орудий.

## История службы
Шхуна «Курьер» была заложена на стапеле Николаевского адмиралтейства 12 (24) мая 1830 года и после спуска на воду 19 (31) мая 1831 года вошла в состав Черноморского флота России. Строительство вёл кораблестроитель поручик Г. Иванов.
Совершала плавания между Севастополем и Сухумом и принимала участие в операциях флота у кавказских берегов.
В кампании 1833—1834 годов также принимала участие в операциях у берегов Кавказа в составе отрядов судок кораблей Черноморского флота: выполняла крейсерские плавания, а 15 (27) апреля 1833 года совместно с корветом «Месемврия» принимала участие в высадке десанта в заливе Вулан. При поддержке судовой артиллерии десант вынудил турок и горцев отойти в горы и захватил 3 судна контрабандистов. 
В 1835 году шхуна подверглась тимберовке, после чего совершала крейсерские плавания у берегов Абхазии. 
В 1836—1837 годах вновь выходила в крейсерские плавания к восточному берегу Чёрного моря и принимала участие в операциях у берегов Кавказа в составе отрядов. 
В кампанию 1838 года также находилась в плаваниях в Чёрном море, а 10 (22) июня 1838 года принимала участие в высадке десанта в устье реки Шапсухо в составе эскадры контр-адмирала С. П. Хрущева.
Шхуна «Курьер» была разобрана в 1852 году в Севастополе.

## Командиры шхуны
Командирами парусной шхуны «Курьер» в составе Российского императорского флота в разное время служили:
- С. Г. Алексеев (1830—1832 и 1834—1838 годы);
- A. T. Барладян (1833 год).